# Mayas
Pour les articles homonymes, voir Maya et Civilisation maya.
 (décembre 2010).
Si vous disposez d'ouvrages ou d'articles de référence ou si vous connaissez des sites web de qualité traitant du thème abordé ici, merci de compléter l'article en donnant les références utiles à sa vérifiabilité et en les liant à la section « Notes et références ».
Les Mayas constituent un groupe culturel varié d'Amérindiens vivant dans le nord de l'Amérique centrale (sud du Mexique, Guatemala, Belize, avec de petites minorités au Honduras et au Salvador). Les estimations de la population maya, dans cette zone, au début du XXIe siècle, varient entre 6 et 10 millions d'individus,,. Certains sont assez intégrés dans les cultures modernes des pays dans lesquels ils résident, d'autres continuent à mener une vie plus traditionnelle et distincte culturellement souvent en utilisant l'une des langues mayas comme langue principale.
Le terme général « Maya » est une désignation collective pratique pour inclure les populations de la région qui partagent un certain degré de patrimoine linguistique et culturel. Cependant ce terme englobe des peuples distincts, des sociétés et des groupes ethniques qui ont leurs propres traditions, cultures et identités historiques.
Le mot maya signifie maïs, céréale qui tient une place primordiale dans les mythologies précolombiennes et dans la vie quotidienne des Mayas au point qu'ils se sont désignés eux-mêmes comme les « hommes du maïs » depuis une très haute antiquité.

## Histoire

### Préhistoire
La recherche moderne suppose que la diffusion de la culture du maïs et d'autres plantes domestiquées a pu jouer un rôle déterminant dans l'histoire des Mayas et par la suite dans le développement de la civilisation maya. 
La consommation du maïs est largement développée dans le sud de l'Amérique centrale vers 4200 ans avant notre ère. Dans le Yucatán, elle est attestée vers 4500 avant notre ère, sa culture il y a 3 600 ans. Vers 2700 avant notre ère, la déforestation et la culture du maïs sont largement répandues.
Il semble que ce soit l'arrivée de migrants chibchanes venus du sud de la région maya peu de temps avant 3600 avant notre ère qui ait contribué au développement de cette culture du maïs, et peut-être aussi d'autres plantes domestiquées. Ces transformations humaines et sociales ont pu favoriser le développement par la suite de la civilisation maya,. Comme en Europe, où l'agriculture est arrivée avec des immigrants d'Anatolie, l'agriculture dans les Amériques s'est propagée au moins en partie avec des personnes en déplacement, plutôt que simplement comme un savoir-faire transmis entre les cultures. Le changement de population a finalement conduit à un nouveau régime alimentaire. Les anciens chasseurs-cueilleurs de la région tiraient en moyenne moins de 10 % de leur alimentation du maïs. Mais par la suite, entre 5600 ans et 4000 avant notre ère, cette proportion a bondi, passant de 10 % à 50 % établissant le maïs comme céréale de base. Les agriculteurs d'Amérique du Sud (Pérou et Bolivie) avaient en particulier développé du maïs avec des épis plus gros et plus nutritifs que celui partiellement domestiqué présent au Mexique. Les preuves suggèrent que ces migrants ont apporté des plants de maïs améliorés du sud, peut-être avec des méthodes de culture du maïs dans de petits jardins. Ce scénario pourrait également expliquer pourquoi une des premières langues mayas incorpore un mot chibchane pour désigner le maïs.
Les études en paléogénétique montrent que le profil génétique des premières personnes enterrées dans des abris sous roche, entre 9 600 à 7 300 ans avant notre ère, ressemblent étroitement à celui des chasseurs-cueilleurs issus d'une ancienne migration d'Amérique du Nord vers l'Amérique du Sud. Mais il y a 5 600 ans, l'ADN enregistre un changement majeur : les individus étudiés sont plus étroitement liés à un autre groupe d'autochtones qui vivent aujourd'hui du nord de la Colombie au Costa Rica et qui parlent des langues chibchanes, ce qui signifie clairement un mouvement majeur dans la région maya de personnes liées aux locuteurs de chibchan. Ainsi, les populations actuelles parlant une langue maya peuvent être modélisées comme étant issues d'un mélange génétique entre l'ancienne population locale datée entre 5 600 et 3 700 ans (issue pour 31 % des chasseurs-cueilleurs locaux et d'une population ancêtre des populations chibchanes (69 %)) pour 75 % et une population reliée aux ancêtres des populations mexicaines des hautes terres (25 %) comme les Mixes, les Zapotèques et les Mixtèques. 
Les liens de parenté avec les cultures natives d'Amérique du Nord tiennent à leurs traditions agricoles et culinaires (culture du maïs) communes, notamment les peuples cultivateurs de la côte Est. Les Mayas appartiennent au vaste ensemble culturel de la Mésoamérique auxquels appartiennent les Olmèques, plus vieux peuple identifié dans la région, et les Aztèques, un des plus récents.

### Époque mésoaméricaine
Durant le Ier millénaire, les Mayas formaient l'une des grandes civilisations de Mésoamérique. Ils étaient organisés en une multitude de hameaux de population rurale dispersés notamment autour de quelques centres urbains composés d'un site civique et cérémoniel, de palais de dignitaires, de quartiers périphériques d'artisans, de commerçants et de guerriers. Certains des plus puissants centres urbains de la période classique, comme Calakmul et Tikal, étaient à la tête d'une sorte de confédération de centres urbains, mais il n'a jamais existé d'« empire » maya comparable aux plus tardifs empires aztèque ou inca. Leur civilisation a ensuite perduré jusqu'au XVIe siècle dans le nord de la péninsule du Yucatán. Les accomplissements les plus marquants de cette civilisation sont : l'écriture hiéroglyphique, la numération de position (en base 20 avec le zéro, inventé indépendamment des Indiens), l'astronomie (calendrier et éphémérides) et l'architecture (édification de pyramides et de temples). On trouve aujourd'hui de nombreux sites archéologiques mayas dans le sud du Mexique (Chichén Itzá, Palenque) et au Guatemala (Tikal, Kaminaljuyú).

### Époque coloniale

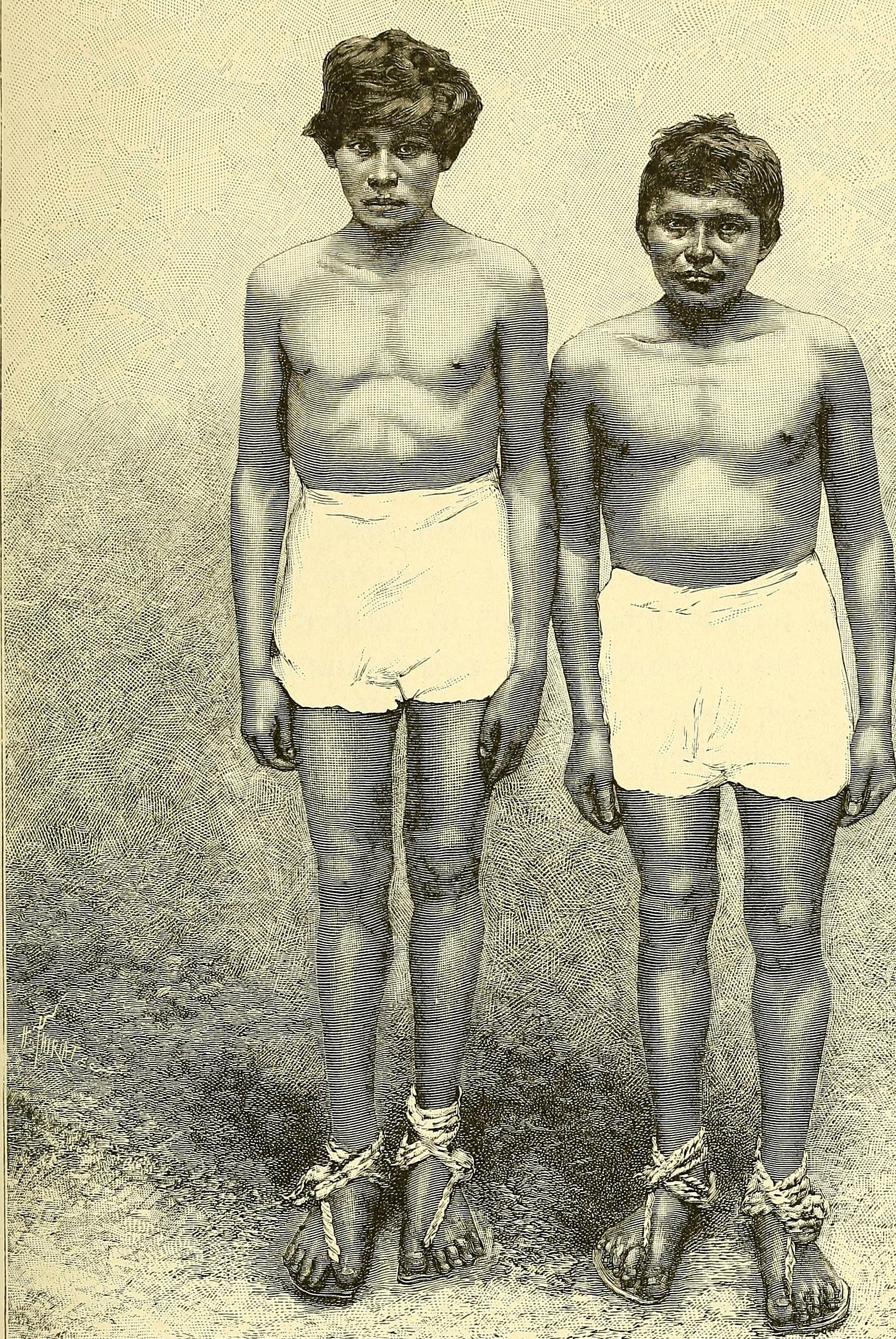
Jeunes indiens mayas (1876)

La grande révolte menée au XIXe siècle par les Mayas originaires du Yucatán, aussi connue sous le nom de guerre des castes du Yucatán, fut l'une des plus importantes révoltes amérindiennes, et permit la reconnaissance (temporaire) de l'indépendance de l'État maya de Chan Santa Cruz (en), par l'Empire britannique.

## Population
Les plus grandes populations mayas contemporaines sont dans les États mexicains du Yucatán, du Campeche, du Quintana Roo, du Tabasco, et du Chiapas, ainsi que dans les pays d'Amérique centrale comme Belize, le Guatemala et les parties occidentales du Honduras et du Salvador. Ils s'identifient eux-mêmes simplement comme des « Mayas » sans tribu (à l'inverse de ceux des Hautes-Terres de l'ouest du Guatemala), et parlent la langue que les anthropologues appellent le « maya yucatèque », mais qui est reconnu par ceux qui le parlent et par les « Yucatecos » simplement comme « maya ». Les locuteurs de langue maya parlent également le plus souvent l'espagnol comme langue secondaire ou principale.

### Yucatán
La première confrontation entre les Européens et la population indigène du Yucatán date de 1511, après qu'un groupe de rescapés espagnols, ayant survécu à un naufrage, débarqua sur les rives du Yucatán. L'un des marins, Gonzalo Guerrero, s'intégra parfaitement à la population locale dans la région de ce qui est aujourd'hui Chetumal. Les expéditions espagnoles suivantes (Córdoba en 1517, Grijalva en 1518 et Cortés en 1519) aboutirent à de nombreux conflits et, finalement, à une guerre ouverte. La vulnérabilité aux maladies européennes et les conflits avec les Espagnols réduisirent la population des Mayas Yucatèques à moins de 10 000 âmes en 1850. Les Mayas Yucatèques qui vivaient dans la jungle de Quintana Roo, à l'est, moins en contact avec les Espagnols, ont mieux résisté et ont survécu en plus grand nombre. Historiquement, la population de la moitié est de la péninsule a été moins intégrée et moins affectée par la culture hispanique que celle de la moitié ouest. Aujourd'hui, dans la péninsule du Yucatán (États mexicains de Campeche, Yucatán et Quintana Roo), entre 750 000 et 1 200 000 personnes parlent une des langues mayas. Cependant, les populations d'origine maya mais ne parlant pas leur langue d'origine sont trois fois plus nombreuses. Elles possèdent, cependant toujours, d'anciens noms mayas comme Ak, Can, Chan, Be, Cantun, Dzib, Canche, Chi, Chuc, Coyoc, Hoil, Hau, May, Tamay, Ucan, Pool, Zapo, Touki, etc.

### Chiapas
Les groupes Mayas du Chiapas comprennent les Tzotzils et les Tzeltals, dans les hauts-plateaux de l'État, les Tojolabales, concentrés dans les basses-terres autour de Las Margaritas, et les Ch'ol dans la jungle.
Les Mayas dont la culture est restée la plus proche de celle de leurs ancêtres de l'époque pré-colombienne sont les Lacandons, une petite population (1 000 âmes) évitant les contacts avec les étrangers jusqu'au milieu du XXe siècle en vivant par petits groupes dans les forêts le long de la partie mexicaine du fleuve l'Usumacinta et de ses affluents.

### Belize
Les Mayas de Belize sont éparpillés à travers toute la région, avec, toutefois, une concentration dans les districts de Cayo et de Toledo. Ils se divisent en Mayas Yucatèques, Q'eqchi', et Mopan (en).

### Tabasco
L'État de Tabasco (Mexique) est occupé par des Mayas Chontal (en).

### Guatemala
Au Guatemala, les principales populations traditionnelles Mayas vivent dans les hauts-plateaux de l'Ouest.
Au Guatemala, le modèle colonial espagnol consistant à garder les indiens légalement séparés et inféodés persista durant le XXe siècle. Il en résulte la conservation des coutumes traditionnelles, la seule alternative étant l'intégration du mode de vie hispanique au plus bas niveau social.
Une considérable identification avec les communautés locales et linguistiques, correspondant souvent aux États des nations pré-colombiennes, continue, et beaucoup de gens portent des vêtements traditionnels qui affichent leur identité spécifique locale. Les habits des femmes tendent à être plus traditionnels que ceux des hommes, ces derniers ayant plus d'interaction avec le commerce et la culture hispanique.
Les peuples Mayas des hauts-plateaux du Guatemala incluent les Quichés, Mam, Poqomam, Cakchiquel, Ixils, Q'eqchi', Tz'utujils et Jakaltèques (en). 

La région sud-est du Guatemala (à la frontière avec le Honduras) comprend des groupes comme les Ch'orti'.

## Culture

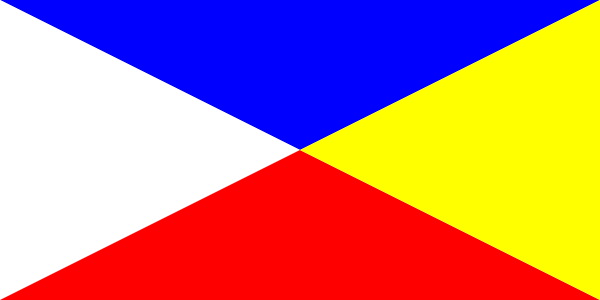
Drapeau ethnique maya

### Religion
La plupart des Mayas sont devenus catholiques après la colonisation espagnole. Cependant, ils ont intégré à leur nouvelle pratique religieuse de nombreux rites et croyances issus de leur religion antérieure. 
Ainsi, au XXIe siècle, dans l'église maya de San Juan Chamula, la pratique des sacrifices rituels de poulets vivants reste courante.

## Citations
« Nous ne sommes pas des mythes du passé, des ruines dans la jungle ou dans les zoos. Nous sommes des gens et nous voulons être respectés, et non victimes d'intolérance et de racisme »— Rigoberta Menchú, 1992.

## Fictions
- Apocalypto, film de Mel Gibson, est une reconstitution de la vie des Mayas à l'époque postclassique.

#### Sources de l'article
- (en) Chiappari, Christopher L., « Toward a Maya Theology of Liberation: The Reformulation of a "Traditional" Religion in the Global Context », Journal for the Scientific Study of Religion, vol. 41, no 1,‎ 2002, p. 47–67 (ISSN 0021-8294)
- (en) Nikolai Grube (Eva Eggebrecht and Matthias Seidel (assistant Eds.)), Maya : Divine Kings of the Rain Forest, Cologne, Könemann Press, 2006, 417–425 p. (ISBN 3-8331-1957-8, OCLC 71165439), « Maya Today - From Indios Deprived of Rights to the Maya Movement »
- (en) James Mooney (New Advent online reproduction), Catholic Encyclopedia, vol. vol. X, New York, Robert Appleton and Company, 1911 (lire en ligne), « Maya Indians »
- (en) Anders Riis-Hansen, « Interview with Rigoberta Menchu Tum », Commission for the Defense of Human Rights in Central America (CODEHUCA), 1992 (consulté le 3 juillet 2006)
- (en) Kay Warren, Indigenous Movements and Their Critics : Pan-Maya Activism in Guatemala, Princeton, Princeton University Press, 1998, 288 p. (ISBN 978-0-691-05882-5, LCCN 98003531, lire en ligne)

#### Autres sources
- Mercedes de la Garza, Les Mayas : 3000 ans de civilisation, Italia, Casa Editrice Bonechi, 1995 (ISBN 978-88-8029-019-3)
- (es) Aprendamos de los dioses mayas, Mexico, Edicion bilingue Dante, 1999 (ISBN 978-970-605-038-0, OCLC 651310124)
- Mésoamérique (Mexique-Honduras-Belize), Paris, Clio 3e édition, 1991
- Alain Musset et Annie-Claude Martin, Avant l'Amérique, les Mayas et les Aztèques ; Peuples du passé, Paris, Éditions Nathan, 1992 (ISBN 978-2-09-240173-6)
- Aimer le Mexique, monde et voyages, Paris, Larousse, 1996 (ISBN 978-2-03-514008-1)
- (en) Wilson G.Turner, MAya designs, USA, Dover-design library, 1985, 41 p., poche (ISBN 978-0-486-24047-3, lire en ligne)
- Chloé Andrieu, Les Mayas n'ont pas disparu, Allary Éditions, 2025, 240 p. (ISBN 978-2-37073-539-3)

#### Autres lectures
- Susana Vogel, Les Mayas: Histoire, art et archéologie, Monclem Ediciones, Mexico, 1995  (ISBN 968-6434-40-2)
- Guy Gugliotta, Les Mayas de la Gloire à la Ruine, National Geographic France no 95, août 2007.
- Sofía Martínez del Campo Lanz, préface de Marc Restellini, Les Masques de jade mayas, catalogue de l'exposition de la Pinacothèque de Paris, 2012, 312 p.  (ISBN 978-235-867022-7)

### Filmographie
- L'aube des Mayas (version fr. de Dawn of Maya), National Geographic, 2004
- Le mystère des Mayas: Vestiges de toute la splendeur de la civilisation maya, IMAX, 1994.
- Les Royaumes perdus des Mayas, National Geographic, janvier 2003, ASIN B000056CSN.
- La Province oubliée, film documentaire d'Oliver Dickinson, 2009.